# Alessandro Nora
Alessandro Nora (Mirandola, 1987. május 24. –) olasz válogatott vízilabdázó, az AN Brescia balkezes játékosa.

## Sportpályafutása
Alessandro Nora az olaszországi Mirandola városában született 1987. május 24-én. Az AS Modena Nuoto csapatában kezdett vízilabdázni. Első felnőtt bajnoki szezonját a Rari Nantes Camogli csapatában játszotta (2006–2007). Két évet töltött a Rari Nantes Sori (2008–2010) együttesénél, ezt követően 2010 nyarán az AN Bresciához igazolt.

## Nemzetközi eredményei

### Junior válogatottként
- Junior világbajnoki ezüstérem (Long Beach, 2007)

### Felnőtt válogatottként
- Világliga 4. hely (Huizhou, 2016)